# Cap Norfeu
Cap Norfeu' este un cap în partea de sud-est a peninsulei Cap de Creus situată pe Costa Brava în Catalonia, Spania, între Roses și Cadaqués. Este situat îngre golfurile badia de Jóncols la nord și badia de Montjoi la sud. 